# Alex W. Inker
Alexandre Widendaële, connu sous le nom de Alex W. Inker, est un auteur de bande dessinée français originaire de Maubeuge, né le 16 janvier 1986.
Il est lauréat du Prix Fauve Polar SNCF 2017 pour sa bande dessinée Apache, ainsi que du Prix Coup de Cœur du festival Quai des Bulles 2022 de Saint-Malo pour son adaptation en bande dessinée du roman Colorado Train.
Il est également co-scénariste et dessinateur du roman graphique Krimi, aux côtés de Thibault Vermot.

## Biographie

### Formation
Diplômé de l'Institut Saint-Luc de Bruxelles (2006), il obtient une licence Arts et culture, parcours cinéma (2007), puis un master Esthétique, pratique et théorie des arts contemporains (2010) à l'Université Charles-de-Gaulle - Lille 3. Son second mémoire de master (dirigé par Giusy Pisano) est consacré à Jimmy Corrigan de Chris Ware.
À partir de 2010, Alex W. Inker entame une thèse de doctorat consacrée aux rapports d'intermédialité entre cinéma et bande dessinée, et enseigne à l'université. Il publie notamment les articles « Daniel Clowes - La ligne autoréflexive » dans un dossier thématique de la revue Salon double et « Le phénomène d'athorybie dans le cinéma muet et la bande dessinée » dans le no 11 d'Interférences littéraires.

### Carrière
Parallèlement à ses recherches, il réalise des illustrations pour différentes publications,,, dont SOS dans le cosmos (Guillaume Guéraud, 2015), et s’attelle au scénario de ce qui devient son premier album, Apache, publié chez Sarbacane en 2016. Lauréat du Fauve Polar SNCF 2017, l’album rencontre un certain succès,,. Inker abandonne alors ses activités universitaires afin de se consacrer à la bande dessinée.
En 2017 sort son deuxième album, Panama Al Brown. L’Énigme de la force, biographie à tiroirs du boxeur mondain, amant de Jean Cocteau. L'ouvrage est sélectionné pour le Prix Töpffer international 2017 et fait l'objet d'une adaptation numérique interactive par Camille Duvelleroy, pour Arte, en 2018,,. En 2020, Maxence Leconte, de l'Université du Texas à Austin, propose une analyse approfondie de l'album dans son article  « (Re)negotiating Memory : Panama Al Brown, ou L’Énigme de la Force, or the Black Boxer vs. the Graphic Novel », paru dans un numéro de la revue Études Francophones consacré à l'intermédialité en bande dessinée. 
Le troisième album d'Inker, Servir le peuple, est l'adaptation du roman de Yan Lianke. L'auteur y pastiche les illustrés de propagande chinois qui circulent pendant la révolution culturelle et compose des saynètes chargées d'érotisme,. L'ouvrage est notamment en compétition officielle au Festival d’Angoulême 2019, et figure parmi les cinq finalistes du Grand Prix de la Critique 2019 de l'ACBD.
Sorti en 2020 après le premier confinement, Un travail comme un autre est à nouveau l'adaptation d'un roman, écrit cette fois par l’Américaine Virginia Reeves (Stock, 2016). Il se structure autour du personnage de Roscoe T. Martin, un jeune ambitieux qui voit dans l'électricité le moyen de sortir sa famille de la misère en économisant sur l’embauche des saisonniers. Situé dans le contexte socio-économique de la Grande Dépression, le livre s’inspire, sur un plan iconographique, des reportages de Walker Evans, Dorothea Lange et Margaret Bourke-White, et fait partie des cinq finalistes du Grand Prix de la Critique 2021 de l'ACBD.
En 2021, Fourmies la Rouge commémore les 130 ans de la fusillade de Fourmies survenue le 1er mai 1891. Adoptant une unité de temps et de lieu, l'ouvrage entrecroise dans un style incisif les trajectoires de plusieurs personnages, dont la plupart finiront abattus par les soldats, venus en renfort, sur la place de l'église Saint-Pierre,. Le lancement du livre a lieu en avant-première le 1er mai 2021 à Fourmies, en collaboration avec l’Écomusée de l'Avesnois,,.
Le sixième album d'Inker, Colorado Train, adapté d'un roman de Thibault Vermot, est sorti en septembre 2022. L'album obtient le Prix Coup de Cœur du festival Quai des Bulles de Saint-Malo 2022. Il a été nommé dans la Sélection Fauve Polar SNCF au Festival d'Angoulême 2023. 

## Publications

### Illustration

#### Romans jeunesse
- Pierre Debuys, L'Effet saucisson, Chant d'orties, 2009, 96 p.  (ISBN 978-2-9530203-5-9)
- Michel Lecorre, Poings de suture, Chant d'orties, 2010, 208 p.  (ISBN 978-2-918746-03-4)
- Michel Perrin, Les Démons du muséum, Chant d'orties, 2011, 160 p.  (ISBN 978-2-918746-05-8)
- Guillaume Guéraud, SOS dans le cosmos, Paris, Éditions Sarbacane, 2015, 64 p.  (ISBN 978-2-84865-781-3)
- Thibault Vermot, La Route Froide, Paris, Éditions Sarbacane, 2019, 176 p.  (ISBN 9782377312764)

### Bande dessinée
- Apache, Paris, Éditions Sarbacane, 2016, 125 p.  (ISBN 978-2-84865-864-3)
- Panama Al Brown. L’Énigme de la force, scénario de Jacques Goldstein, Paris, Éditions Sarbacane, 2017, 168 p.  (ISBN 9782848659855)
- Servir le peuple, d'après le roman de Yan Lianke, Paris, Éditions Sarbacane, 2018, 216 p.  (ISBN 978-2377311040)
- Un travail comme un autre, d'après le roman de Virginia Reeves, Paris, Éditions Sarbacane, 2020, 184 p.  (ISBN 9782377314027)
- Fourmies la Rouge, scénario et illustration, Paris, Éditions Sarbacane, 2021, 112 p.  (ISBN 9782377316465)
- Colorado Train, d'après le roman de Thibault Vermot, Éditions Sarbacane, 2022, 223 p. (ISBN 978-2-377-31769-1)
- Krimi, avec Thibault Vermot, Éditions Sarbacane, 2025, 280 p.  (ISBN 1040802478)

## Expositions
- Figures des années folles, 25e Festival BD à Bastia, Bastia, 5-11 avril 2018
- « Beau comme une java », FAC, Festival BD de Colomiers, novembre 2018
- Érotisme et révolution chinoise, galerie Comic Art Factory, Bruxelles, 13-28 septembre 2019
- Un travail comme un autre (Work like any other), galerie Comic Art Factory, Bruxelles, 25 juin-22 août 2020
- Fourmies la Rouge, galerie Comic Art Factory, Bruxelles, 14 mai-15 juillet 2021
- Alex W. Inker x Lyon BD, Kiblind Atelier, Lyon BD Festival, 10-22 juin 2021
- Panama Al Brown, galerie Comic Art Factory, Bruxelles, 19 mai-31 juillet 2022

## Distinctions

### Sélections

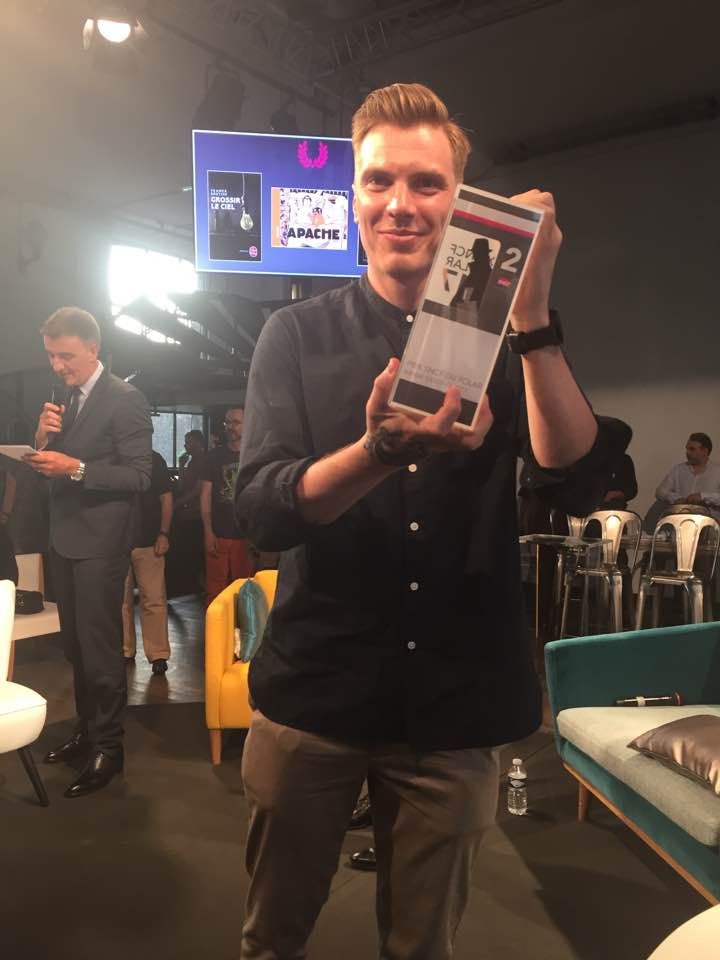
Alex W. Inker lors de la remise du Prix SNCF du polar 2017

- Prix de la Ville de Sérignan 2016 pour Apache
- Fauve Polar SNCF 2017 pour Apache
- Prix SNCF du polar 2017, catégorie bande dessinée, pour Apache
- Prix Töpffer International 2017 pour Panama Al Brown. L’Énigme de la force
- Sélection officielle au Festival d'Angoulême 2019 pour Servir le peuple
- Grand Prix de la Critique 2019 pour Servir le peuple
- Grand Prix de la Critique 2021 pour Un travail comme un autre
- Prix BD STAS / Ville de Saint-Étienne 2020 pour Un travail comme un autre
- Prix Bulles d'Humanité 2020 pour Un travail comme un autre
- Prix Mor Vran de la BD 2021 pour Un travail comme un autre
- Prix Bulles d'Humanité 2021 pour Fourmies la Rouge

### Récompenses
- Prix SNCF du polar 2017, catégorie bande dessinée, pour Apache
- Prix BD STAS / Ville de Saint-Étienne 2020 pour Un travail comme un autre
- Prix Mor Vran de la BD 2021 pour Un travail comme un autre
- Prix Bulles d'Humanité 2021 pour Fourmies la Rouge